# Sant Salvador de Marcovau
Sant Salvador de Marcovau és una església de Foradada (Noguera) protegida com a bé cultural d'interès local. L'església de Sant Salvador s'emplaça al nord-est del turó que ocupa el nucli de Marcovau, a tocar de la carretera que mena a Artesa i al començament del carrer Major.

## Descripció
Es tracta d'un temple d'origen romànic datable el segle xii que consisteix en una església d'una sola nau capçada amb absis semicircular, un contrafort a la façana sud i dues capelles laterals afegides en època moderna. Al segle xix es va refer la façana d'accés i s'hi va afegir un campanar d'espadanya.
Com és usual en els temples romànics, està orientada d'est a oest amb la capçalera a llevant i l'accés a ponent. La teulada de la nau és a doble vessant, amb el carener longitudinal i ràfec d'un sol nivell de maó. La coberta de l'absis és de lloses de pedra.

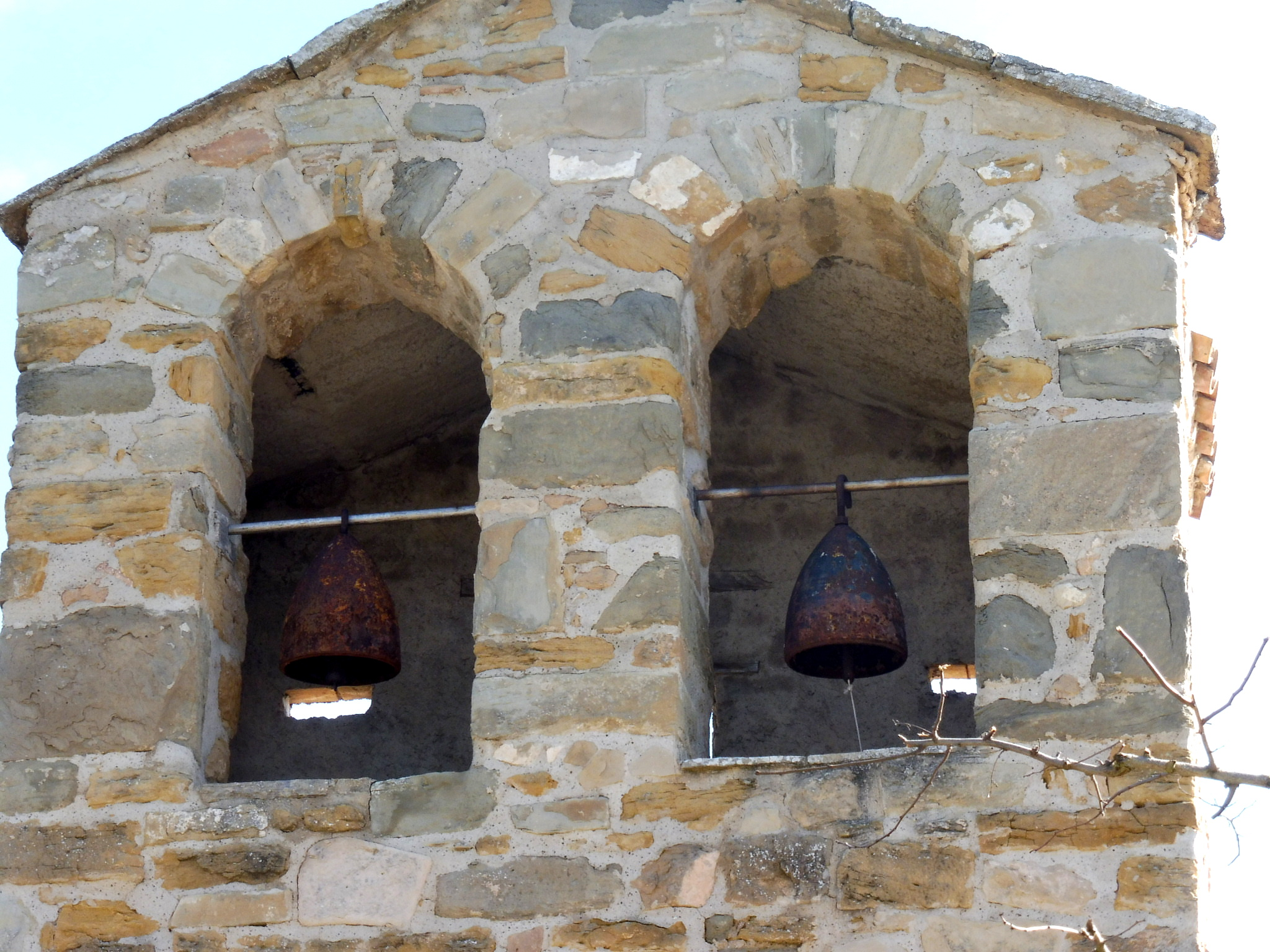
Espadanya amb dos ogives d'obús per campanes

Els murs originals de l'edifici romànic presenten dos modalitats d'aparell constructiu: l'absis està fet amb un aparell de carreuó irregular però ben disposats en filades, mentre que els murs de la nau presenten un aparell regular de carreus ben escairats i polits. Aquesta canvi permet suposar una diferència cronològica en la construcció de les diferents parts de l'edifici, encara que s'inclouria en conjunt dins del segle xii.
La façana d'accés, obra de mitjans del segle xix, està feta en aparell irregular de carreus desbastats de pedra sorrenca lligats amb ciment. La porta és d'arc de mig punt de dovelles (a la dovella clau hi ha la inscripció '1860') i a sobre hi ha un petit òcul. La part central d'aquesta façana es remata amb una espadanya de dos ulls.
A les façanes laterals es van afegir en època moderna dues capelles rectangulars amb aparell de carreus de diverses mides però ben escairats i polits, lligats amb morter de calç. Durant aquestes importants reformes també es va redecorar l'interior de l'edifici.
La nau està coberta amb una volta de canó de perfil lleugerament apuntat. L'absis s'obria directament a la nau però actualment es troba paredat.

## Història
El castell i el lloc de Marcovau apareixen el la documentació escrita l'any 1068, concretament en el testament d'Arsenda, esposa d'Arnau Mir de Tost. Arsenda hi establí que el castell fos donat a Sant Miquel de Montmagastre, priorat de Sant Pere d'Àger des del 1065, i a Santa Maria d'Artesa, i que el seu nebot Ramon Bernat el posseís al servei del seu senyor i de les dites esglésies. Segurament, en aquest moment la parròquia de Marcovau passà a dependre de Sant Pere d'Àger a través del seu priorat de Montmagastre.